# Stryhanka
Stryhanka (ukr. Стриганка) – wieś na Ukrainie. Należy do rejonu kamioneckiego w obwodzie lwowskim i liczy 411 mieszkańców.
W pobliżu znajduje przystanek kolejowy Stryhanka, położony na linii Lwów – Sapieżanka – Kowel.

## Historia
Wieś starostwa kamionackiego położona była w XVIII wieku w województwie bełskim. Dziedzicem majątku był hr. Karol Mier (zm. 1885). Pod koniec XIX wieku właścicielką majątku była jego żona hr. Helena Mierowa.
W II Rzeczypospolitej do 1934 roku wieś stanowiła samodzielną gminę jednostkową w powiecie kamioneckim w woj. tarnopolskim. W związku z reformą scaleniową została 1 sierpnia 1934 roku włączona do nowo utworzonej wiejskiej gminy zbiorowej Dobrotwór w tymże powiecie i województwie. Po wojnie wieś weszła w struktury administracyjne Związku Radzieckiego.